# Cộng hòa Molossia
Molossia, tên chính thức Cộng hòa Molossia (tiếng Anh: Republic of Molossia, tiếng Quốc Tế Ngữ: Respubliko de Molossia, tiếng Tây Ban Nha: República de Molossia), là một vi quốc gia giáp với Hoa Kỳ, được thành lập bởi Kevin Baugh (sinh ngày 30 tháng 7 năm 1962) và có trụ sở tại nhà của ông gần Dayton, Nevada. Cộng hòa Molossia đã tự tuyên bố rằng mình là một quốc gia, nhưng nó không được Liên Hợp Quốc hoặc bất kỳ chính phủ nào công nhận là một quốc gia.
Tiền thân của Molossia là một dự án vi quốc gia khác, Đại Cộng hòa Vuldstein, được thành lập bởi Kevin Baugh và bạn của ông, James Spielman, khi hai người còn là thiếu niên. Ít lâu sau, Spielman đã rời khỏi dự án. Trong chuyến du lịch châu Âu sau đó, Baugh đã tưởng tượng ra một vài vi quốc gia và đặt tên cho chúng. Khi quay trở lại Hoa Kỳ vào năm 1999, Baugh đã thành lập Chính phủ Lâm thời Xã hội Chủ nghĩa, tiền thân của nhà nước cộng sản Molossia.
Đây là tiền đề của một nhà nước thực sự, thay thế một dự án vi quốc gia tưởng tượng. Cuối năm 1999, Chính phủ cộng sản tuyên bố tan rã và Kevin Baugh lên làm thủ tướng của chế độ mới, là nước Cộng hòa Molossia ngày nay. Về sau Molossia có các cuộc chiến tranh với những vi quốc gia khác là Mustachistan (2006) và Somple (2009), cùng với xung đột Molossia-Đông Đức, hiện vẫn chưa chấm dứt. Tháng 3 năm 2007, Molossia đã thực hiện một cuộc cải cách về môi trường bằng việc cấm bóng đèn sợi đốt. Vào tháng 1 năm 2009, Molossia cũng cấm túi mua sắm bằng nhựa và bắt đầu một chương trình tái chế toàn diện.
Vào ngày 16 tháng 4 năm 2016, Baugh đã tổ chức một tour du lịch của Molossia, được tài trợ bởi trang web Atlas Obscura. Kevin Baugh tiếp tục trả thuế tài sản trên đất cho quận Storey (chính quyền địa phương được công nhận), mặc dù ông gọi đó là "viện trợ nước ngoài". Kevin Baugh đã tuyên bố: "Tất cả chúng tôi đều muốn nghĩ rằng chúng tôi có đất nước của riêng mình, nhưng bạn biết đấy, Hoa Kỳ lớn hơn rất nhiều".
Baugh đã tuyên bố rằng ông dựa trên ý tưởng về Molossia trên bộ phim The Mouse That Roared.

## Từ nguyên
Cái tên "Molossia" có nghĩa là "những ngọn đồi đá nhỏ", một đặc điểm tự nhiên của Molossia trong tiếng Tây Ban Nha. Không nên nhầm lẫn với bộ tộc Molossia của Hy Lạp cổ đại.

## Lịch sử

### Ban đầu
Xem thêm:Đại cộng hòa Vuldstein
Nguồn gốc của Molossia đến từ một dự án vi quốc gia thời thơ ấu, được gọi là Đại cộng hòa Vuldstein, thành lập bởi Baugh và James Spielman vào ngày 26 tháng 5 năm 1977. Vuldstein được điều hành bởi vua James I (Spielman) và thủ tướng Baugh, tuy nhiên sau đó Spielman đã sớm rời khỏi Vuldstein.
Sau đó, Baugh vẫn tiếp tục lãnh đạo quốc gia của mình, và đổi tên thành Vương quốc Edelstein và sau đó là Vương quốc Zaria. Trong khoảng thời gian này, các quốc gia của Baugh không có lãnh thổ cố định. Từ năm 1998 đến năm 1999, Molossia là một thành viên của Các tỉnh thống nhất Utopia (UPOU).

### Cộng hòa Dân chủ Nhân dân
Vào tháng 1 năm 1999, UPOU không còn tồn tại. Cộng hòa Dân chủ Nhân dân Molossia được tuyên bố thành lập, vào ngày 21 tháng 2 năm 1999, với Kevin Baugh làm thủ tướng. Bắt đầu vào mùa xuân năm 1999, Molossia bắt đầu một con đường phát triển bản thân nghiêm túc như một quốc gia nhỏ mới nổi, thay vì một dự án vi quốc gia. Sự chiếm hữu lãnh thổ vật lý của người Molossia làm cho quốc gia này trở thành một thứ hữu hình, hơn là một sự tưởng tượng.

### Lịch sử hiện tại
Vào ngày 3 tháng 9 năm 1999, chính phủ Cộng sản đã chấm dứt sự tồn tại của mình, và Cộng hòa Molossia được thành lập. Cựu thủ tướng, Kevin Baugh, trở thành tổng thống của chính phủ mới.
Vào ngày 22 tháng 5 năm 2006, Molossia bị tấn công bởi quốc gia nhỏ Mustachistan gần đó, dẫn đến một cuộc chiến ngắn với quốc gia đó. Cuộc chiến đó kết thúc vào ngày 8 tháng 6 năm 2006, với chiến thắng vang dội của người Molossia. Tuy nhiên, vấn đề đã tiếp tục với quốc gia đó, gần đây nhất là cuộc khủng hoảng về chương trình tên lửa Mustachistan vào tháng 11 và tháng 12 năm 2006.
Vào ngày 13 tháng 11 năm 2012, Kevin Baugh tạo ra một kiến nghị trên trang web Whitehouse.gov We the People để mong muốn có được sự công nhận của quốc tế về vi quốc gia này Vào lần điều tra dân số gần đây nhất (ngày 18 tháng 3 năm 2012), Molossia có 27 cư dân.

#### Xung đột với Đông Đức
Cộng hòa Molossia tuyên bố rằng họ đang có chiến tranh với Đông Đức, cho rằng họ chịu trách nhiệm về các cuộc tập trận quân sự do Kevin Baugh thực hiện khi đóng quân với Quân đội Hoa Kỳ ở Tây Đức, và do đó cũng phải chịu trách nhiệm cho việc thiếu ngủ. Khi Đông Đức chính thức ngừng tồn tại vào năm 1990 sau Hiệp ước 2 + 4, Molossia lập luận rằng đảo Ernst Thälmann, được Cuba dành cho chính trị gia Weimar Đức Ernst Thälmann và tặng cho Đông Đức, và không đề cập đến Hiệp ước Đức về Thỏa ước cuối cùng hoặc bởi quốc gia Cuba, vẫn là vùng đất của Đông Đức, cho phép chiến tranh tiếp tục diễn ra.

## Địa lý

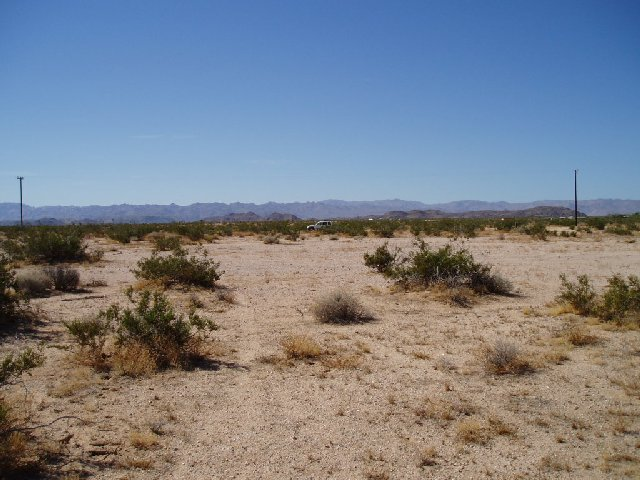
Sa mạc ở Molossia.

Lãnh thổ nơi Molossia kiểm soát có diện tích khoảng 0.0053 km2 chủ yếu là sa mạc, mặc dù nước này cũng có núi và thung lũng, được nêu trong quốc ca của họ. Với khí hậu sa mạc, các loại cây bụi và hoa có thể tồn tại được, và không có nhiều cây cao to. Vùng đất này có cỏ và đá nằm rải rác. Khu vườn bên ngoài trụ sở chính phủ Molossia có trưng bày những thứ có trong thiên nhiên nước này. Hệ động vật bao gồm chim ưng, mustang (được chọn làm quốc thú) và các loại động vật sa mạc khác, như chim cút sa mạc (được chọn làm quốc điểu), ngoài ra còn bao gồm cả một vài con chó (được cấp quyền công dân) và mèo.
Thuộc địa Farfalla có kích thước khoảng 7.965 Royal Norton vuông (2 ha/4,9 mẫu Anh) và được bao phủ bởi những cây thông. Một con lạch nhỏ theo mùa chảy qua trung tâm, và một con suối quanh năm chảy vào con lạch. Thuộc địa cách khoảng 0,55 Imperial Norton (0,5 km) về phía bắc của một hồ nước nhỏ, và nằm trong một khu vực đồi núi được gọi là Mahogany Ridge. Cảnh quan có cây bách xù và cây piñon, hoa dại và cỏ. Bướm rất nhiều, do đó tên của thuộc địa, từ một từ tiếng Ý có nghĩa là bướm.
Tỉnh sa mạc Homestead nằm ở phía tây quận San Bernardino, California khoảng 31 km/ 9 dặm về phía đông bắc của thị trấn Thung lũng Yucca, California. Sa mạc Homestead có kích thước chính xác là năm mẫu Anh và là sa mạc thấp mở, chủ yếu là cát, bàn chải chà và bụi cây creosote. Nó nằm trên một sườn núi thấp không xa Thung lũng Yucca và Joshua Tree, California, và gần Căn cứ Thủy quân lục chiến Twenty-Nine và Đài tưởng niệm Quốc gia Joshua Tree (Hoa Kỳ).
Neptune Deep nằm sâu trên lưu vực Crozet, một vùng trũng dưới biển ở phía nam Ấn Độ Dương. Lưu vực Crozet được ngăn cách với các lưu vực liền kề bởi các rặng núi Tây Ấn và Trung Ấn ở phía bắc và Cao nguyên Crozet và Kerguelen-Gaussberg ở phía nam. Phá vỡ đồi núi chiếm ưu thế ở dưới cùng của lưu vực; đồng bằng tích lũy và nhấp nhô chỉ xuất hiện ở phần phía tây nam. Độ sâu tối đa là khoảng 31.073 Norton (5.500 mét). Trầm tích là các sét nước sâu màu đỏ, được thay thế dọc theo các cạnh của lưu vực bằng các lớp trầm tích.

## Phân chia hành chính
Molossia bao gồm ba vùng lãnh thổ (trước đây là bốn) được sở hữu bởi Baugh, tiếp giáp với Hoa Kỳ:

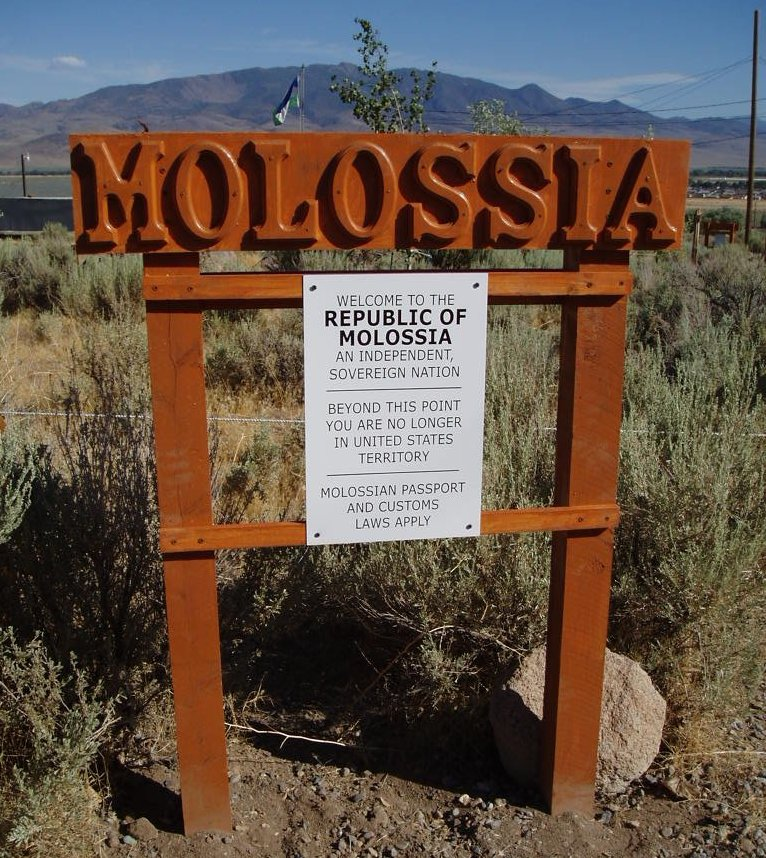
Biển hiệu biên giới ở tỉnh Harmony

Tỉnh Harmony, nằm gần Dayton, Nevada, là lãnh thổ nhỏ nhất của Molossia và có diện tích khoảng hơn 4000 m2. Đây là nơi ở của gia đình Baugh, và là nơi có thủ đô của Molossia, Baughston. Baughston được đổi tên từ Espera vào ngày 30 tháng 7 năm 2013, để kỷ niệm 51 năm ngày sinh của tổng thống Baugh.
Vào tháng 8 năm 2003, Baugh đã mua một mảnh đất nông thôn nhỏ ở Bắc California. Khu vực này được gọi là Thuộc địa Farfalla. Tài sản đã được bán vào cuối năm 2005 (Đầu năm 2015, Thuộc địa Farfalla một lần nữa trở thành lãnh thổ của Molossia), sau khi Baugh được thừa hưởng nhiều đất đai mà sau đó ông đặt tên là Tỉnh sa mạc Homestead, ở Nam California. Sa mạc Homestead đã được sở hữu bởi ông của Baugh, và tài sản đã được tuyên bố là một di tích quốc gia dành riêng cho ông.
Vesperia là tên của một khu vực được tuyên bố bởi Molossia rộng 49.881 dặm vuông (130.000 km2) trên Sao Kim. Bên cạnh đó, Molossia tuyên bố một nơi gọi là Hải Vương sâu (Neptune Deep) ở Ấn Độ Dương, khoảng 750 km (470 dặm) về phía tây nam Mexico.
Vùng bảo vệ New Antrim được đặt tại một địa điểm bí mật ở Pennsylvania và là vùng lãnh thổ Molossia lớn nhất với diện tích chỉ hơn 8 mẫu Anh (3,2 ha). Nó được đặt theo tên của Hạt Antrim ở Bắc Ireland và có thống đốc riêng, Đại đô đốc Hess. Nó không còn được tuyên bố chủ quyền bởi Molossia.

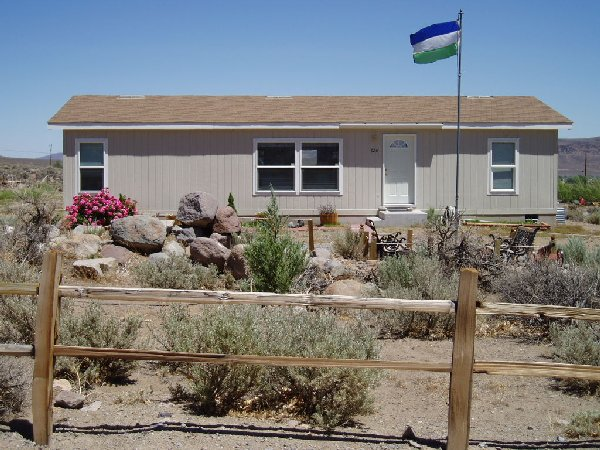
Trụ sở chính phủ Molossia.

## Chính trị
Molossia là một nước cộng hòa được điều hành bởi hiến pháp tạo ra bởi Quốc hội và các tổ chức nhà nước khác. Tuy nhiên, "do tình trạng bất ổn và mối đe dọa nước ngoài luôn tồn tại dọc biên giới", một trạng thái của quân luật tồn tại, cho phép tổng thống Kevin Baugh, thực hiện tất cả các quyền lực quản trị, bao gồm cả các vấn đề đối ngoại, cùng một lúc. Quốc hội là một cơ quan tư vấn, không có quyền lập pháp.
Trụ sở chính phủ của nước này chỉ là một ngôi nhà nhỏ ở thủ đô Baughston, tỉnh Harmony.

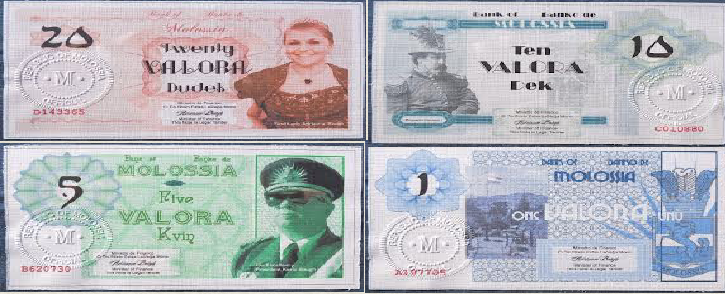
Một vài tờ tiền giấy valora của Molossia.

| Danh sách lãnh đạo Molossia | Danh sách lãnh đạo Molossia | Danh sách lãnh đạo Molossia | Danh sách lãnh đạo Molossia                  | Danh sách lãnh đạo Molossia |
| Nhiệm kỳ                    | Nhiệm kỳ                    | Tên                         | Chức vụ                                      | Đảng phái                   |
| --------------------------- | --------------------------- | --------------------------- | -------------------------------------------- | --------------------------- |
| 1977                        | 1990                        | James Spielman              | Quốc vương Đại Cộng hòa Vuldstein            | Độc lập                     |
| 1977                        | 1992                        | Kevin Baugh                 | Thủ tướng Đại Cộng hòa Vuldstein             | Độc lập                     |
| 1992                        | 1999                        | Kevin Baugh                 | Thủ tướng Cộng hòa Dân chủ Nhân dân Molossia | Độc lập                     |
| 1999                        | 2010                        | Kevin Baugh                 | Tổng thống Cộng hòa Molossia                 | Độc lập                     |
| Ngày 9 tháng 4 năm 2010     | Ngày 11 tháng 4 năm 2010    | Douglas Walker              | Tổng thống Kickassia                         | Độc lập                     |
| 2010                        | đương nhiệm                 | Kevin Baugh                 | Tổng thống Cộng hòa Molossia                 | Độc lập                     |

## Kinh tế
Đơn vị tiền tệ của Molossia là valora, được chia thành 100 futtrus và được gắn với giá trị tương đối của bột bánh quy Pillsbury. Bột bánh quy được dự trữ trong một ngôi nhà phụ được gọi là Ngân hàng Molossia, ở đó những đồng valora được làm từ chip và tiền giấy in được bán.Great Big Story của CNN cũng có sự góp mặt của Molossia và Baugh. Bưu điện Molossia có sản xuất những bộ tem và có một cái tem trên hộ chiếu của họ.
Molossia bán nhiều loại sản phẩm trực tiếp và trực tuyến, bao gồm xà phòng tự chế và các bức ảnh có chữ ký của Baugh. Tem Lọ Lem cũng được Molossia sản xuất thông qua Dịch vụ Bưu chính và Điện báo tự tạo. Baugh cho biết ông muốn xây dựng một hệ thống điện riêng để độc lập với Mỹ. Quốc gia này có đầy đủ hệ thống bưu chính, đường sắt, rạp chiếu phim, trạm phát radio. Mặc dù tài nguyên khan hiếm do diện tích nhỏ bé, Molossia có một mỏ khoáng sản dùng để khai thác muối.

## Truyền thông
Xuất hiện trên "Hướng dẫn Lonely Planet về các quốc gia thành lập tại nhà", Molossia được biết đến bên ngoài chủ nghĩa vi quốc gia nhờ bộ phim Kickassia, được sản xuất bởi That Guy with the Glasses và nhận được hơn lượt 50 khách mỗi năm.
Hệ thống radio của Molossia có phát hành tin tức, âm nhạc và nhiều thứ khác, từ trạm phát radio duy nhất trong lãnh thổ của mình. Vào tháng 3 năm 2020 phát hành được 90 MB, vào tháng 2 phát hành được 16.2 MB. Các bài hát được phát bao gồm February News Rollup; Here Comes Your Man (The Pixies); Strange Adventure; Say It Ain't So (Weezer); Ripley's Believe It Or Not; Amber (311); Never Can Say Goodbye (Gloria Gaynor);...

## Khám phá vũ trụ
Bộ Giao thông vận tải hàng không và thám hiểm không gian của Cộng hòa Molossia chịu trách nhiệm về tất cả các vấn đề liên quan đến máy bay, phương tiện không gian của Cộng hòa (sau này ban đầu dưới sự chỉ huy của Không quân Molossian đã giải thể). Bộ có nhiều dự án đang hoạt động, bao gồm Dự án Skylofter. Gần đây, Kevin Baugh cho biết Molossia đang có chương trình "thử nghiệm tên lửa" RC1.

## Quốc ca
Molossia đã đổi quốc ca hai lần, bản nhạc đầu tiên dựa trên bài hát của người Romania " Pe-al nostru steag e scris Unire " có tên là Molossia, quốc gia trong sa mạc. Năm 2014, bài quốc ca lại được viết lại dựa trên bài " La Zaïroise ", quốc ca của Zaire và được đổi tên thành Molossia công bằng là nhà của chúng ta để đánh dấu kỷ niệm 15 năm ngày độc lập.

## Biểu tượng quốc gia
Quốc kỳ Molossia là một lá cờ ba màu sọc ngang với ba màu xanh da trời, trắng và xanh lá cây. Dải màu xanh da trời tượng trưng cho sức mạnh của quốc gia và bầu trời sa mạc, dải màu trắng tượng trưng cho sự thuần khiết và những ngọn núi bao quanh, dải màu xanh lá cây tương trưng cho sự thịnh vượng và phong cảnh Molossia. Các dải màu sắc trên quốc kỳ nước này giống với quốc kỳ Cộng hòa Kabardino-Balkaria (một chủ thể liên bang của Nga) và Lesotho.
Các biểu tượng quốc gia khác bao gồm mustang, quốc thú, chim cút sa mạc, quốc điểu, Juniperus communis, và Artemisia tridentata, theo thứ tự lần lượt là quốc cây và quốc hoa.